# Église de l'Ariana
L'église de l'Ariana, située dans la ville de l'Ariana en Tunisie, est une église catholique construite en 1955 pendant le protectorat français. Cédée au gouvernement tunisien en 1964, elle abrite désormais des bureaux administratifs du gouvernorat.

## Historique de l'église
Jusqu'en 1955, la faiblesse de la population chrétienne à l'Ariana ne justifie pas l'édification d'une église. C'est pourquoi les offices se tiennent dans des locaux provisoires pour les fidèles qui ne se rendent pas assister à la messe à Tunis.
L'extension de la banlieue nord de la capitale justifie le besoin d'un lieu de culte permanent. La première pierre de l'édifice est posée le 8 mars 1955. Le 9 octobre de la même année, l'église achevée est bénie.
L'indépendance de la Tunisie en 1956 provoque le départ de la plupart des Européens. L'église est finalement fermée à l'occasion du modus vivendi signé entre le gouvernement tunisien et le Vatican le 10 juillet 1964. Le bâtiment est cédé gratuitement avec l'assurance qu'il ne sera utilisé qu'à des fins d'intérêt public compatibles avec son ancienne destination.
Il abrite actuellement des bureaux administratifs du gouvernorat.